# Список доменів верхнього рівня
Домен верхнього (першого) рівня (англ. top-level domain — TLD) — в ієрархії доменної системи імен (DNS) найвищий рівень після кореневого домену (англ. root domain). Є початковою точкою відліку (справа наліво), з якої починається доменне ім'я в Інтернеті.
Нижче приведений список доменів верхнього рівня. Офіційний список всіх доменів верхнього рівня підтримується адміністрацією адресного простору Інтернет (IANA).

## Загальні домени верхнього рівня

### Умовні позначення
- Ім'я: DNS ім'я загального домену верхнього рівня
- Призначення: цільова аудиторія або коло користувачів
- Примітки: загальні помітки
- IDN: підтримка інтернаціоналізованних доменних імен (IDN)
- DNSSEC: наявність записів для системи безпеки доменних імен (DNSSEC)

| Ім'я    | Призначення                     | Примітки | IDN | DNSSEC |
| ------- | ------------------------------- | --- | --- | ------ |
| .aero   | повітряний транспорт            | Необхідна перевірка права на реєстрацію. Реєструються лише ті організації, які пов'язані з повітряними перевезеннями. | Ні  | Ні     |
| .asia   | Азіатсько-Тихоокеанський регіон | Це ДВР для компаній, організацій та приватних осіб, які базуються в Азії, Австралії та в Тихоокеанському регіоні. | Так | Так    |
| .biz    | бізнес                          | Це відкритий ДВР. Будь-яка фізична або юридична особа має право зареєструватися, проте реєстрація надалі може бути оскаржена, якщо ця особа не займається комерційною діяльністю відповідно до статуту домену. ДВР був створений для полегшення ситуації з доменом .com, який став неймовірно популярним та відчував великі труднощі. | Ні  | Так    |
| .cat    | Каталонія                       | Цей домен використовується для вебсайтів каталонською мовою або пов'язаних з культурою Каталонії. | Так | Так    |
| .com    | комерція                        | Це відкритий ДВР. Будь-яка фізична або юридична особа має право зареєструватися. Хоча спочатку він призначався для комерційних суб'єктів господарської діяльності, за рядом причин він став «головним» ДВР доменних імен і останнім часом використовується різними типами організацій, включаючи школи, приватних осіб та інші некомерційні організації. Зареєстрованому доменному імені може бути заявлено відвід, якщо власник не зможе довести, що ім'я було зарезервовано без мети перепродажу. Тим самим обмежується кіберсквотинг. | Так | Так    |
| .coop   | кооперативи                     | Як визначено в рочдейлскіх правилах, ДВР .coop обмежений для застосування лише кооперативними організаціями. | Ні  | Ні     |
| .edu    | освіта                          | ДВР .edu призначений для освітніх установ, включаючи початкові та середні школи, коледжі та університети. 2001 року США обмежили його використання вищими навчальними закладами, акредитованими визнаними національними агентствами зі спеціального списку з акредитації, підтримуваного Міністерством освіти США. Тому цей домен майже винятково використовується коледжами та університетами США. | Ні  | Так    |
| .gov    | уряд                            | ДВР .gov обмежений для застосування урядом США і його підрозділами. | Ні  | Так    |
| .info   | інформація                      | Це відкритий ДВР. Будь-яка фізична або юридична особа має право зареєструватися. | Так | Так    |
| .int    | міжнародні організації          | ДВР .int строго обмежений для організацій, відомств та програм, які підтверджені договором між двома або більше країнами. | Ні  | Ні     |
| .jobs   | компанії                        | ДВР .jobs призначений для додавання до назви зареєстрованих компаній, що займаються пропозицією робочих місць з метою їх реклами. Водночас, власникам доменів «company.jobs» не дозволяється розміщувати інформацію про робочі місця сторонніх роботодавців. | Ні  | Ні     |
| .krd    | Іракський Курдистан             | Використовується для сайтів, пов'язаних з Іракським Курдистаном і курдами загалом |     |        |
| .mil    | армія США                       | Домен .mil обмежений для застосування лише армією США. | Ні  | Ні     |
| .mobi   | мобільні пристрої               | Відповідно до стандартів ДВР може бути використаний лише для сайтів організацій мобільного зв'язку. | Ні  | Ні     |
| .museum | музеї                           | Необхідна перевірка легітимності музею. | Так | Так    |
| .name   | особистості по іменам           | Це відкритий ДВР. Будь-яка фізична особа має право зареєструватися, однак, реєстрація може бути оскаржена в подальшому, якщо відповідно до статуту домену ім'я не є ім'ям фізичної особи (або є псевдонімом). | Так | Ні     |
| .net    | мережі                          | Це відкритий ДВР. Будь-яка фізична або юридична особа має право зареєструватися. Спочатку призначався для використання доменами, що належать до розподіленої мережі комп'ютерів, тобто був «парасолькою» або порталом для інших більш дрібних вебсайтів. | Ні  | Так    |
| .org    | організації                     | Це відкритий ДВР. Будь-яка фізична або юридична особа має право зареєструватися. Спочатку призначений для використання некомерційними організаціями, він досі використовується переважно для тієї ж мети. | Так | Так    |
| .pro    | професіонали                    | Останнім часом .pro призначений для ліцензованих або атестованих юристів, бухгалтерів, лікарів та інженерів у Франції, Канаді, Великій Британії та США. Професіонали, які хочуть зареєстровано у домені .pro, повинні представити реєстратору відповідний мандат. | Ні  | Ні     |
| .tel    | контактна інформація            | Каталог для розміщення всіх видів контактної інформації безпосередньо по системі доменних імен. | Так | Ні     |
| .travel | індустрія туризму та подорожей  | Необхідна перевірка легітимності роботи в індустрії туризму та подорожей. | Ні  | Ні     |
| .xxx    | порнографія, еротика            | Для сайтів, що містять інформацію відверто сексуального характеру, наприклад, порнографію. | Ні  | Ні     |

## Домени верхнього рівня за країною
- Ім'я: DNS ім'я національного домену верхнього рівня
- Призначення: країна або регіон
- Пояснення: Пояснення коду, якщо не очевидно з англійської назви країни
- Примітки: загальні помітки
- IDN: підтримка інтернаціоналізованних доменних імен (IDN)
- DNSSEC: наявність записів для системи безпеки доменних імен (DNSSEC)
- SLD: дозволяє реєстрацію доменів другого рівня (SLD) (можливі обмеження).

| Ім'я | Призначення                                         | Пояснення                                   | Примітки | IDN | DNSSEC   | SLD |
| ---- | --------------------------------------------------- | ------------------------------------------- | --- | --- | -------- | --- |
| .ac  | Острів Вознесіння                                   |                                             | | Так | Так      | Так |
| .ad  | Андорра                                             |                                             | |     | Ні       | Так |
| .ae  | ОАЕ                                                 |                                             | |     | Ні       | Так |
| .af  | Афганістан                                          |                                             | |     | Ні       | Так |
| .ag  | Антигуа і Барбуда                                   |                                             | |     | Так      | Так |
| .ai  | Ангілья                                             |                                             | |     | Ні       | Так |
| .al  | Албанія                                             |                                             | За вимоги жителів |     | Ні       | Ні  |
| .am  | Вірменія                                            |                                             | |     | Так      | Так |
| .an  | Нідерландські Антильські острови                    |                                             | Необхідна місцева присутність. Розпад Нідерландських Антильських островів відбувся 10 жовтня 2010 року |     | Ні       | Так |
| .ao  | Ангола                                              |                                             | |     | Ні       |     |
| .aq  | Антарктида                                          | Antarctique                                 | Визначено по Договору про Антарктику для всіх, що знаходяться південніше 60-й південній паралелі. Імена в домені .aq доступні для урядових організацій, які підписали Договір про Антарктику, а також для інших реєстрантів, які фізично присутні в Антарктиді. |     | Ні       | Так |
| .ar  | Аргентина                                           |                                             | | Так | Ні       | Ні  |
| .as  | Американське Самоа                                  |                                             | |     | Ні       | Так |
| .at  | Австрія                                             |                                             | | Так | Ні       | Так |
| .au  | Австралія                                           |                                             | Включає острови Ашмор та Картьє і територію островів Коралового моря. Необхідна наявність австралійського реєстраційного бізнес-номера. |     | Ні       | Ні  |
| .aw  | Аруба                                               |                                             | |     | Ні       | Так |
| .ax  | Аландські острови                                   |                                             | |     | Ні       | Так |
| .az  | Азербайджан                                         |                                             | |     | Ні       | Так |
| .ba  | Боснія і Герцеговина                                |                                             | Для реєстрації в домені вимагається місцева присутність в Боснії. |     | Ні       | Так |
| .bb  | Барбадос                                            |                                             | |     | Ні       | Так |
| .bd  | Бангладеш                                           |                                             | |     | Ні       | Ні  |
| .be  | Бельгія                                             |                                             | Неофіційно використовується також в швейцарському кантоні Берн. |     | Так      | Так |
| .bf  | Буркіна-Фасо                                        |                                             | |     | Ні       | Так |
| .bg  | Болгарія                                            |                                             | | Так | Так      | Так |
| .bh  | Бахрейн                                             |                                             | |     | Ні       | Так |
| .bi  | Бурунді                                             |                                             | |     | Ні       | Так |
| .bj  | Бенін                                               |                                             | |     | Ні       | Так |
| .bm  | Бермудські Острови                                  |                                             | Необхідна місцева реєстрація підприємства. |     | Ні       | Так |
| .bn  | Бруней                                              |                                             | |     | Ні       | Ні  |
| .bo  | Болівія                                             |                                             | |     | Ні       | Так |
| .br  | Бразилія                                            |                                             | Обмежений. Реєстрація здійснюється за декількома категоріями (наприклад:.com.br для бізнесу,.gov.br для урядових установ, тощо.) | Так | Так      | Ні  |
| .bs  | Багами                                              |                                             | |     | Ні       | Так |
| .bt  | Бутан                                               |                                             | |     | Ні       | Ні  |
| .bv  | Острів Буве                                         |                                             | Не використовується (залежність від Норвегії) | Ні  | Ні       | Ні  |
| .bw  | Ботсвана                                            |                                             | |     | Ні       | Так |
| .by  | Білорусь                                            |                                             | |     | Ні       | Так |
| .bz  | Беліз                                               |                                             | |     | Так      | Так |
| .ca  | Канада                                              |                                             | За умови дотримання вимог присутності в Канаді. |     | Ні       | Так |
| .cc  | Кокосові острови                                    |                                             | Австралійська територія, не плутати з Кокосовими островами в Гуамі. Для громадськості використовуються також як вільний сервіс домени: co.cc, cx.cc, cz.cc і uni.cc.                                                                                            |     | Ні       | Так |
| .cd  | ДР Конго                                            |                                             | |     | Ні       | Так |
| .cf  | Центральноафриканська Республіка                    |                                             | |     | Ні       | Так |
| .cf  | Республіка Конго                                    |                                             | |     | Ні       | Так |
| .ch  | Швейцарія                                           | Confoederatio Helvetica                     | |     | Так      | Так |
| .ci  | Кот-д'Івуар                                         |                                             | |     | Ні       | Так |
| .ck  | Острови Кука                                        |                                             | |     | Ні       | Так |
| .cl  | Чилі                                                |                                             | Для реєстрації в домені вимагається місцева присутність в Чилі. | Так | Так      | Так |
| .cm  | Камерун                                             |                                             | для реєстрації в домені вимагається місцева присутність в Камеруні. |     | Ні       | Так |
| .cn  | КНР                                                 |                                             | Реєстрація дозволяється у всьому світі. В Гонконзі та Макао також використовують цей ДВР. |     | Ні       | Так |
| .co  | Колумбія                                            |                                             | |     | Так      | Так |
| .cr  | Коста-Рика                                          |                                             | |     | Ні       | Так |
| .cs  | Чехословаччина                                      |                                             | Домен Чехословаччини не використовується з 1993 року. |     | Ні       | Ні  |
| .cu  | Куба                                                |                                             | |     | Ні       | Так |
| .cv  | Кабо-Верде                                          |                                             | |     | Ні       | Так |
| .cx  | Острів Різдва                                       |                                             | |     | Ні       | Так |
| .cy  | Кіпр                                                |                                             | |     | Ні       | Ні  |
| .cz  | Чехія                                               |                                             | |     | Так      | Так |
| .dd  | НДР                                                 | Deutsche Demokratische Republik             | Не використовується після возз'єднання Німеччини. |     | Ні       | Ні  |
| .de  | Німеччина                                           | Deutschland                                 | Для адміністративного контакту необхідна німецька поштова адреса. | Так | Так      | Так |
| .dj  | Джибуті                                             |                                             | |     | Ні       | Так |
| .dk  | Данія                                               |                                             | | Так | Так      | Так |
| .dm  | Домініка                                            |                                             | |     | Ні       | Так |
| .do  | Домініканська Республіка                            |                                             | |     | Ні       | Так |
| .dz  | Алжир                                               | Dzayer                                      | |     | Ні       | Так |
| .ec  | Еквадор                                             |                                             | |     | Ні       | Так |
| .ee  | Естонія                                             | Eesti                                       | Може зареєструватися кожен охочий, але необхідний місцевий адміністративний контакт. |     | Ні       | Так |
| .eg  | Єгипет                                              |                                             | |     | Ні       | Так |
| .er  | Еритрея                                             |                                             | |     | Ні       | Ні  |
| .es  | Іспанія                                             | España                                      | |     | Ні       | Так |
| .et  | Ефіопія                                             |                                             | |     | Ні       | Ні  |
| .eu  | Європейський Союз                                   |                                             | Обмежено для установ (субдомен.europa.eu), компаній та фізичних осіб Європейського Союзу (або заморських територій та автономних районів країн-членів). | Так | Так      | Так |
| .fi  | Фінляндія                                           |                                             | Обмежено для компаній та організацій, зареєстрованих в Фінляндії, і фінських громадян. |     | Так      | Так |
| .fj  | Фіджі                                               |                                             | |     | Ні       | Так |
| .fk  | Фолклендські Острови                                |                                             | |     | Ні       | Ні  |
| .fm  | Федеративні Штати Мікронезії                        |                                             | |     | Ні       | Так |
| .fo  | Фарерські острови                                   | Føroyar                                     | |     | Ні       | Так |
| .fr  | Франція                                             |                                             | Може використовуватися лише організаціями або особами, присутніми у Франції. |     | Так      | Так |
| .ga  | Габон                                               |                                             | |     | Ні       | Так |
| .gb  | Велика Британія                                     | Great Britain                               | Не використовується. Переважно застосовується ДВР .uk як скорочення від United Kingdom. |     | Ні       | Ні  |
| .gd  | Гренада                                             |                                             | |     | Ні       | Так |
| .ge  | Грузія                                              | Georgia                                     | |     | Ні       | Так |
| .gf  | Французька Гвіана                                   |                                             | |     | Ні       |     |
| .gg  | Гернсі                                              |                                             | |     | Ні       | Так |
| .gh  | Гана                                                |                                             | |     | Ні       | Ні  |
| .gi  | Гібралтар                                           |                                             | |     | Так      | Так |
| .gl  | Гренландія                                          |                                             | |     | Ні       | Так |
| .gm  | Гамбія                                              |                                             | |     | Ні       | Так |
| .gn  | Гвінея                                              |                                             | |     | Ні       | Ні  |
| .gp  | Гваделупа                                           |                                             | Поки ще використовується для Сен-Бартелемі та Сен-Мартена. |     | Ні       | Так |
| .gq  | Екваторіальна Гвінея                                | Guinée Équatoriale                          | |     | Ні       |     |
| .gr  | Греція                                              |                                             | |     | Так      | Так |
| .gs  | Південна Джорджія та Південні Сандвічеві Острови    |                                             | |     | Ні       | Так |
| .gt  | Гватемала                                           |                                             | |     | Ні       | Ні  |
| .gu  | Гуам                                                |                                             | |     | Ні       | Ні  |
| .gw  | Гвінея-Бісау                                        |                                             | |     | Ні       | Так |
| .gy  | Гаяна                                               |                                             | |     | Ні       | Ні  |
| .hk  | Гонконг                                             |                                             | Спеціальний адміністративний район Китайської Народної Республіки. | Так | Ні       | Так |
| .gw  | Острів Херд і острови Макдональд                    |                                             | |     | Ні       | Так |
| .hn  | Гондурас                                            |                                             | |     | Так      | Так |
| .hr  | Хорватія                                            | Hrvatska                                    | |     | Ні       | Так |
| .ht  | Гаїті                                               |                                             | |     | Ні       | Так |
| .hu  | Угорщина                                            |                                             | |     | Ні       | Так |
| .id  | Індонезія                                           |                                             | |     | Ні       | Ні  |
| .ie  | Ірландія Північна Ірландія                          | Éire/Tuaisceart Éireann                     | Доступно лише для зареєстрованих в Ірландії брендів та компаній. Іноземні компанії можуть зареєструватися, лише якщо вони ведуть бізнес в Ірландії або надають торговельну марку. З 2007 року можна реєструвати особисті сайти.                                 |     | Ні       | Так |
| .il  | Ізраїль                                             |                                             | | Так | Ні       | Ні  |
| .im  | Острів Мен                                          |                                             | |     | Ні       | Так |
| .in  | Індія                                               |                                             | З квітня 2005 під керуванням індійської компанії (за винятком: gov.in, nic.in, mil.in, ac.in, edu.in, res.in). |     | Так      | Так |
| .io  | Британська Територія в Індійському Океані           |                                             | |     | Так      | Так |
| .iq  | Ірак                                                |                                             | |     | Ні       | Так |
| .ir  | Іран                                                |                                             | | Так | Ні       | Так |
| .is  | Ісландія                                            | Ísland                                      | | Так | Ні       | Так |
| .it  | Італія                                              |                                             | Обмежено для використання компаніями Європейського Союзу. |     | Ні       | Так |
| .je  | Джерсі                                              |                                             | |     | Ні       | Так |
| .jm  | Ямайка                                              |                                             | |     | Ні       | Ні  |
| .jo  | Йорданія                                            |                                             | |     | Ні       | Так |
| .jp  | Японія                                              |                                             | |     | Так      | Так |
| .ke  | Кенія                                               |                                             | |     | Ні       | Так |
| .kg  | Киргизстан                                          |                                             | |     | Так      | Так |
| .kh  | Камбоджа                                            | Khmer, колишня Kâmpŭchea                    | |     | Ні       | Ні  |
| .ki  | Кірибаті                                            |                                             | |     | Ні       | Так |
| .km  | Коморські Острови                                   | Komori                                      | |     | Ні       | Так |
| .kn  | Сент-Кіттс і Невіс                                  |                                             | |     | Ні       | Так |
| .kp  | Північна Корея                                      |                                             | |     | Ні       | Ні  |
| .kr  | Південна Корея                                      |                                             | | Так | Ні       | Так |
| .kw  | Кувейт                                              |                                             | |     | Ні       | Ні  |
| .ky  | Кайманові Острови                                   |                                             | Обмежено для жителів Кайманових островів. |     | Ні       | Так |
| .kz  | Казахстан                                           |                                             | Сервер повинен знаходитися на території Казахстану. |     | Ні       | Так |
| .la  | Лаос                                                |                                             | Нині продається як неофіційний домен Лос-Анджелеса. |     | Так      | Так |
| .lb  | Ліван                                               |                                             | Обмежено для використання компаніями Лівану. |     | Ні       | Ні  |
| .lc  | Сент-Люсія                                          |                                             | |     | Так      | Так |
| .li  | Ліхтенштейн                                         |                                             | |     | Так      | Так |
| .lk  | Шрі-Ланка                                           |                                             | |     | Так      | Так |
| .lr  | Ліберія                                             |                                             | |     | Ні       | Ні  |
| .ls  | Лесото                                              |                                             | |     | Ні       | Так |
| .lt  | Литва                                               |                                             | | Так | Ні       | Так |
| .lu  | Люксембург                                          |                                             | | Так | Так      | Так |
| .lv  | Латвія                                              |                                             | |     | Ні       | Так |
| .ly  | Лівія                                               |                                             | |     | Ні       | Так |
| .ma  | Марокко                                             | Maroc                                       | |     | Ні       | Так |
| .mc  | Монако                                              |                                             | |     | Ні       | Так |
| .md  | Молдова                                             |                                             | |     | Ні       | Так |
| .me  | Чорногорія                                          | Montenegro                                  | |     | Так      | Так |
| .mg  | Мадагаскар                                          |                                             | |     | Ні       | Так |
| .mh  | Маршаллові Острови                                  |                                             | |     | Ні       |     |
| .mk  | Північна Македонія                                  | Makedonija                                  | |     | Ні       | Так |
| .ml  | Малі                                                |                                             | |     | Ні       | Так |
| .mm  | М'янма                                              |                                             | |     | Ні       | Ні  |
| .mn  | Монголія                                            |                                             | Деякі домени другого рівня зареєстровані для спеціальних цілей. |     | Так      | Так |
| .mo  | Макао                                               |                                             | Спеціальний адміністративний район Китайської Народної Республіки. |     | Ні       | Так |
| .mp  | Північні Маріанські Острови                         |                                             | |     | Ні       | Так |
| .mq  | Мартиніка                                           |                                             | |     | Ні       | Ні  |
| .mr  | Мавританія                                          |                                             | |     | Ні       | Так |
| .ms  | Монтсеррат                                          |                                             | |     | Ні       | Так |
| .mt  | Мальта                                              |                                             | |     | Ні       | Ні  |
| .mu  | Маврикій                                            |                                             | |     | Ні       | Так |
| .mv  | Мальдіви                                            |                                             | |     | Ні       | Так |
| .mw  | Малаві                                              |                                             | |     | Ні       | Так |
| .mx  | Мексика                                             |                                             | |     | Ні       | Так |
| .my  | Малайзія                                            |                                             | Обмежено для використання компаніями Малайзії. |     | Так      | Так |
| .mz  | Мозамбік                                            |                                             | |     | Ні       | Ні  |
| .na  | Намібія                                             |                                             | |     | Так      | Так |
| .nc  | Нова Каледонія                                      |                                             | |     | Частково | Так |
| .ne  | Нігер                                               |                                             | |     | Ні       | Так |
| .nf  | Острів Норфолк                                      |                                             | |     | Ні       | Так |
| .ng  | Нігерія                                             |                                             | |     | Ні       | Так |
| .ni  | Нікарагуа                                           |                                             | |     | Ні       | Ні  |
| .nl  | Нідерланди                                          |                                             | Перший офіційний ДВР, призначений для країни. | Ні  | Так      | Так |
| .no  | Норвегія                                            |                                             | Обмежений для застосування компаніями Норвегії. Індивідуальні особи країни можуть реєструватися під .priv.no. |     | Ні       | Так |
| .np  | Непал                                               |                                             | Обмежений для застосування компаніями Непалу. Індивідуальні особи країни теж можуть реєструватися. |     | Ні       | Ні  |
| .nr  | Науру                                               |                                             | Також використовується як безкоштовний доменний сервіс для громадськості під co.nr. |     | Ні       | Так |
| .nu  | Ніуе                                                |                                             | Зазвичай використовується для данських, голландських та шведських сайтів, оскільки в цих мовах «nu» означає «зараз». | Так | Так      | Так |
| .nz  | Нова Зеландія                                       |                                             | | Так | Ні       | Ні  |
| .om  | Оман                                                |                                             | |     | Ні       | Ні  |
| .pa  | Панама                                              |                                             | |     | Ні       | Ні  |
| .pe  | Перу                                                |                                             | | Так | Ні       | Так |
| .pf  | Французька Полінезія                                | Polynésie française                         | Спільно з островом Кліппертон. |     | Ні       | Так |
| .pg  | Папуа Нова Гвінея                                   |                                             | |     | Ні       | Ні  |
| .ph  | Філіппіни                                           |                                             | |     | Ні       | Так |
| .pk  | Пакистан                                            |                                             | З 1992 року Управляється пакистанською організацією PKNIC. |     | Ні       | Так |
| .pl  | Польща                                              |                                             | | Так | Ні       | Так |
| .pm  | Сен-П'єр і Мікелон                                  |                                             | |     | Так      | Так |
| .pn  | Піткерн                                             |                                             | |     | Ні       | Так |
| .pr  | Пуерто-Рико                                         |                                             | |     | Так      | Так |
| .ps  | Палестина                                           |                                             | Західний берег річки Йордан та Сектор Газа. |     | Ні       | Так |
| .pt  | Португалія                                          |                                             | | Так | Так      | Так |
| .pw  | Палау                                               | Pelew                                       | |     | Ні       | Так |
| .py  | Парагвай                                            |                                             | |     | Ні       | Ні  |
| .qa  | Катар                                               |                                             | |     | Ні       | Ні  |
| .re  | Реюньйон                                            |                                             | Обмежено для жителів Реюньйону, які володіють брендами та компаніями, що мають адреси в Реюньйоні |     | Так      | Так |
| .ro  | Румунія                                             |                                             | |     | Ні       | Так |
| .rs  | Сербія                                              | Republika Srbija                            | |     | Ні       | Так |
| .ru  | Росія                                               |                                             | Див. також .su, який поки ще використовується. | Так | Ні       | Так |
| .рф  | Росія                                               |                                             | Див. також .su, який поки ще використовується. | Так | Ні       | Так |
| .rw  | Руанда                                              |                                             | |     | Ні       | Так |
| .sa  | Саудівська Аравія                                   |                                             | |     | Ні       | Ні  |
| .sb  | Соломонові Острови                                  | British Solomon Islands                     | |     | Ні       | Ні  |
| .sc  | Сейшельські Острови                                 |                                             | |     | Так      | Так |
| .sd  | Судан                                               |                                             | |     | Ні       | Так |
| .se  | Швеція                                              |                                             | | Так | Так      | Так |
| .sg  | Сінгапур                                            |                                             | |     | Ні       | Так |
| .sh  | Острови Святої Єлени, Вознесіння і Тристан-да-Кунья |                                             | | Так | Так      | Так |
| .si  | Словенія                                            |                                             | | Так | Ні       | Так |
| .sj  | Свальбард і Ян-Маєн                                 |                                             | Не використовується (залежність від Норвегії). | Ні  | Ні       | Ні  |
| .sk  | Словаччина                                          |                                             | Обмежено для застосування компаніями, організаціями та жителями Словаччини. |     | Ні       | Так |
| .sl  | Сьєрра-Леоне                                        |                                             | |     | Ні       | Так |
| .sm  | Сан-Марино                                          |                                             | Доменне ім'я має збігатися з назвою фірми або торгової марки. |     | Ні       | Так |
| .sn  | Сенегал                                             |                                             | |     | Ні       | Так |
| .so  | Сомалі                                              |                                             | Відновлена 1 листопада 2010. | Ні  | Ні       | Так |
| .sr  | Суринам                                             |                                             | |     | Ні       | Так |
| .st  | Сан-Томе і Принсіпі                                 |                                             | |     | Ні       | Так |
| .su  | СРСР                                                |                                             | Поки ще використовується. | Так | Ні       | Так |
| .sv  | Сальвадор                                           |                                             | |     | Ні       | Ні  |
| .sy  | Сирія                                               |                                             | |     | Ні       | Так |
| .sz  | Есватіні                                            |                                             | |     | Ні       | Ні  |
| .tc  | Острови Теркс і Кайкос                              |                                             | |     | Ні       | Так |
| .td  | Чад                                                 |                                             | Домен Чаду .td використовується для реєстрації лише тих суб'єктів, які так чи інакше пов'язані з країною. |     | Ні       | Так |
| .tf  | Французькі Південні і Антарктичні Території         | Terres australes et antarctiques françaises | Використовується рідко. |     | Так      | Так |
| .tg  | Того                                                |                                             | |     | Ні       | Так |
| .th  | Таїланд                                             |                                             | | Так | Так      | Ні  |
| .tj  | Таджикистан                                         |                                             | Використовується для сайтів Таджикистану |     | Ні       | Так |
| .tk  | Токелау                                             |                                             | Також використовується як безкоштовний доменний сервіс для громадськості. |     | Ні       | Так |
| .tl  | Східний Тимор                                       | Timor-Leste                                 | Старий код .tp все ще використовується. |     | Ні       | Так |
| .tm  | Туркменістан                                        |                                             | | Так | Так      | Так |
| .tn  | Туніс                                               |                                             | |     | Ні       | Так |
| .to  | Тонга                                               |                                             | Часто неофіційно використовується для Torrent, Торонто та Токіо | Так | Ні       | Так |
| .tp  | Східний Тимор                                       | Timor Português                             | Код ISO змінений на TL і призначений ДВР .tl, але .tp все ще використовується. |     | Ні       | Так |
| .tr  | Туреччина                                           |                                             | .nc.tr використовується для Північного Кіпру | Так | Ні       | Так |
| .tt  | Тринідад і Тобаго                                   |                                             | |     | Ні       | Так |
| .tv  | Тувалу                                              |                                             | Збігаючись з абревіатурою телебачення, домен останнім часом керується підрозділом dotTV компанії VeriSign. Уряд Тувалу володіє двадцятьма відсотками акцій компанії.                                                                                            |     | Ні       | Так |
| .tw  | Тайвань                                             |                                             | Реєстрація допускається у всьому світі, місцева присутність не потрібна. | Так | Ні       | Так |
| .tz  | Танзанія                                            |                                             | Необхідно знаходитися в Танзанії. |     | Ні       | Ні  |
| .ua  | Україна                                             |                                             | Необхідна українська торгова марка. |     | Ні       | Так |
| .ug  | Уганда                                              |                                             | |     | Ні       | Так |
| .uk  | Велика Британія                                     |                                             | за стандартом ISO 3166-1 код Великої Британії gb, але .uk використовується з історичних причин. |     | Так      | Ні  |
| .us  | США                                                 |                                             | Часто використовується американською державою та місцевими органами влади замість ДВР .gov. |     | Так      | Так |
| .uy  | Уругвай                                             |                                             | |     | Ні       | Ні  |
| .uz  | Узбекистан                                          |                                             | |     | Ні       | Так |
| .va  | Ватикан                                             |                                             | Обмежено для застосування офіційними сайтами Ватикану/Святого престолу. |     | Ні       | Ні  |
| .vc  | Сент-Вінсент і Гренадини                            |                                             | |     | Частково | Так |
| .ve  | Венесуела                                           |                                             | |     | Ні       | Ні  |
| .vg  | Британські Віргінські Острови                       |                                             | |     | Ні       | Так |
| .vi  | Американські Віргінські Острови                     |                                             | |     | Ні       | Так |
| .vn  | В'єтнам                                             |                                             | | Так | Ні       | Так |
| .vu  | Вануату                                             |                                             | |     | Ні       | Так |
| .wf  | Волліс і Футуна                                     |                                             | |     | Так      | Так |
| .ws  | Самоа                                               | Колишнє Western Samoa                       | Також використовується компаніями інших країн, наприклад Росії. | Так | Ні       | Ні  |
| .ye  | Ємен                                                |                                             | |     | Ні       | Ні  |
| .yt  | Майотта                                             |                                             | |     | Так      | Так |
| .za  | ПАР                                                 | Zuid-Afrika                                 | |     | Ні       | Ні  |
| .zm  | Замбія                                              |                                             | |     | Ні       | Ні  |
| .zw  | Зімбабве                                            |                                             | |     | Ні       | Ні  |

## Національні домени верхнього рівня
| DNS ім'я               | IDN           | Країна            | Транслітерація     | Алфавіт                        | Інші домени | DNSSEC   |
| ---------------------- | ------------- | ----------------- | ------------------ | ------------------------------ | ----------- | -------- |
| xn--lgbbat1ad8j        | أبجدية عربية. | Алжир             | al-jaza'ir         | Арабська                       | .dz         | Ні       |
| xn--fiqs8s             | .中国         | КНР               | zhōngguó           | спрощені китайські ієрогліфи   | .cn         | Ні       |
| xn--fiqz9s             | .中國         | КНР               | zhōngguó           | Традиційні китайські ієрогліфи | .cn         | Ні       |
| xn--wgbh1c             | مصر.          | Єгипет            | masr               | Арабська                       | .eg         | Ні       |
| xn--j6w193g            | .香港         | Гонконг           | hoeng1 gong2       | Традиційні китайські ієрогліфи | .hk         | Ні       |
| xn--h2brj9c            | .भारत          | Індія             | bhārat             | Деванагарі                     | .in         | Ні       |
| xn--mgbbh1a71e         | بھارت.        | Індія             | bhārat             | Урду                           | .in         | Ні       |
| xn--fpcrj9c3d          | .భారత్          | Індія             | bhārat             | Телугу                         | .in         | Ні       |
| xn--gecrj9c            | .ભારત          | Індія             | bhārat             | Гуджараті                      | .in         | Ні       |
| xn--s9brj9c            | .ਭਾਰਤ          | Індія             | bhārat             | Гурмукхи                       | .in         | Ні       |
| xn--xkc2dl3a5ee0h      | .இந்தியா         | Індія             | inthiyaa           | Тамільська                     | .in         | Ні       |
| xn--45brj9c            | .ভারত          | Індія             | bhārat             | Бенгальська                    | .in         | Ні       |
| xn--mgba3a4f16a        | ایران.        | Іран              | īrān               | Перська                        | .ir         | Ні       |
| xn--mgbayh7gpa         | الاردن.       | Йорданія          | al'urdun           | Арабська                       | .jo         | Ні       |
| xn--mgbc0a9azcg        | المغرب.       | Марокко           | al-maghrib         | Арабська                       | .ma         | Ні       |
| xn--ygbi2ammx          | فلسطين.       | Палестина         | filastīn           | Арабська                       | .ps         | Ні       |
| xn--wgbl6a             | قطر.          | Катар             | Qatar              | Арабська                       | .qa         | Ні       |
| xn--p1ai               | .рф           | Росія             | rf                 | Кирилиця                       | .ru         | Ні       |
| xn--mgberp4a5d4ar      | السعودية.     | Саудівська Аравія | as-saʢūdiyyah      | Арабська                       | .sa         | Ні       |
| xn--90a3ac             | .срб          | Сербія            | srb                | Кирилиця                       | .rs         | Ні       |
| xn--yfro4i67o          | .新加坡       | Сінгапур          | Xīnjiāpō/Sin-ka-po | Китайська                      | .sg         | Ні       |
| xn--clchc0ea0b2g2a9gcd | .சிங்கப்பூர்       | Сінгапур          | cinkappūr          | Тамільська                     | .sg         | Ні       |
| xn--3e0b707e           | . 한국        | Південна Корея    | hangūk̚             | Хангиль                        | .kr         | Ні       |
| xn--fzc2c9e2c          | .ලංකා           | Шрі-Ланка         | lanka              | Сингальська                    | .lk         | Частково |
| xn--xkc2al3hye2a       | .இலங்கை         | Шрі-Ланка         | ilangai            | Тамільська                     | .lk         | Частково |
| xn--ogbpf8fl           | سورية.        | Сирія             | sūryā              | Арабська                       | .sy         | Ні       |
| xn--kprw13d            | .台湾         | Тайвань           | táiwān/tâi-oân     | Спрощені китайські ієрогліфи   | .tw         | Ні       |
| xn--kpry57d            | .台灣         | Тайвань           | táiwān/tâi-oân     | Спрощені китайські ієрогліфи   | .tw         | Ні       |
| xn--o3cw4h             | . ไทย         | Таїланд           | thai               | Тайська                        | .th         | Ні       |
| xn--pgbs0dh            | تونس.         | Туніс             | tūnis              | Арабська                       | .tn         | Ні       |
| xn--j1amh              | .укр          | Україна           | ukr                | Кирилиця                       | .ua         | Ні       |
| xn--mgbaam7a8h         | امارات.       | ОАЕ               | imārāt             | Арабська                       | .ae         | Ні       |

### Проекти національних доменів верхнього рівня
Наступні ДВР були створені за допомогою процедури, відомої як прискорений процес IDN ДВР.
| DNS ім'я          | IDN      | Країна    | Транслітерація | Алфавіт     | Інші домени |             |
| ----------------- | -------- | --------- | -------------- | ----------- | ----------- | ----------- |
| xn--54b7fta0cc    | .বাংলা      | Бангладеш | bangla         | Бенгальська | .bd         | Затверджено |
| xn--90ae          | .бг      | Болгарія  | bg             | Кирилиця    | .bg         |             |
| xn--node          | .გე      | Грузія    | ge             | Грузинська  | .ge         | Затверджено |
| xn--4dbrk0ce      | ישראל.   | Ізраїль   | Israel         | Єврейська   | .il         |             |
| xn--mgb9awbf      | عمان.    | Оман      | Oman           | Арабська    | .om         | Затверджено |
| xn--mgbai9azgqp6j | پاکستان. | Пакистан  | pakistan       | Арабська    | .pk         | Затверджено |
| xn--mgb2ddes      | اليمن.   | Ємен      | alyemen        | Арабська    | .ye         | Затверджено |

«Затверджено» означає, що назва, безпосередньо, була схвалена, але національні організації поки не дозволяють використовувати доменне ім'я.

## Тестові домени верхнього рівня
У жовтні 2007 року ICANN розробила список інтернаціоналізованих доменних імен вищого рівня з метою їх тестування та використання в кореневій зоні і всередині цих доменів. Передбачається, що вони будуть доступні протягом обмеженого періоду часу. Кожне з цих імен доменів верхнього рівня містить слово, що означає «випробування» на відповідній мові.
Кожний з цих доменів містить лише один сайт зі словом «приклад», що закодований у скрипті на відповідній мові. Ці «приклад.випробування» сайти тестують вікі, використовуваної ICANN.
| Домен              | Домен                          | Транслітерація | Мова       | Алфавіт                        | Посилання на тестовий сайт                                  |
| DNS ім'я           | Ім'я на національному алфавіті | Транслітерація | Мова       | Алфавіт                        | Посилання на тестовий сайт                                  |
| ------------------ | ------------------------------ | -------------- | ---------- | ------------------------------ | ----------------------------------------------------------- |
| xn--kgbechtv       | إختبار                         | ik͡htibār       | Арабська   | Арабська                       | http://مثال.إختبار[недоступне посилання з травня 2019]      |
| xn--hgbk6aj7f53bba | آزمایشی                        | ậzmạy̰sẖy       | Перська    | Перська                        | http://مثال.آزمایشی[недоступне посилання з травня 2019]     |
| xn--0zwm56d        | 测试                           | cèshì          | Китайський | Спрощені китайські ієрогліфи   | http://例子.测试                                            |
| xn--g6w251d        | 測試                           | cèshì          | китайський | Традиційні китайські ієрогліфи | http://例子.測試[недоступне посилання з травня 2019]        |
| xn--80akhbyknj4f   | випробування                   | ispytánije     | Російська  | Кирилиця                       | http://прімер.іспитаніе[недоступне посилання з травня 2019] |
| xn--11b5bs3a9aj6g  | परीक्षा                           | parīkṣā        | Гінді      | Деванагарі                     | http://उदाहरण.परीक्षा                                           |
| xn--jxalpdlp       | δοκιμή                         | dokimé         | Грецький   | Грецький                       | http://παράδειγμα.δοκιμή                                    |
| xn--9t4b11yi5a     | 테스트                         | тхеситхи       | Корейська  | Хангиль                        | http://실례. 테스트                                         |
| xn--deba0ad        | טעסט                           | test           | Ідиш       | Єврейський                     | http://בייַשפּיל.טעסט                                         |
| xn--zckzah         | テ ス ト                       | тесуто         | Японський  | Кандзі, Хирагана, Катакана     | http://例 え.テ ス ト                                       |
| xn--hlcj6aya9esc7a | பரிட்சை                           | pariṭcai       | Тамільська | Тамільська                     | http://உதாரணம்.பரிட்சை                                           |

## Інфраструктурні домени верхнього рівня
| Інфраструктура | Призначення                       | Примітки                                                     | DNSSEC |
| -------------- | --------------------------------- | ------------------------------------------------------------ | ------ |
| .arpa          | Адреси та параметри маршрутизації | Домен використовується виключно для інфраструктури інтернету | Так    |